# The World’s End
The World’s End ist eine US-amerikanisch-britisch-japanische Action-Science-Fiction-Komödie des Regisseurs Edgar Wright aus dem Jahr 2013. Die Hauptdarsteller sind Simon Pegg, Nick Frost, Paddy Considine, Martin Freeman und Eddie Marsan.
Der Film ist nach Shaun of the Dead (2004) und Hot Fuzz – Zwei abgewichste Profis (2007) der dritte Teil der von den Drehbuchautoren Pegg und Wright scherzhaft genannten Blood-and-Ice-Cream-Trilogy (englisch für „Blut-und-Eiscreme-Trilogie“).

## Handlung
Gary King, ein drogenabhängiger Junggeselle und gescheiterter Lebenskünstler in der Midlife-Crisis, überredet seine vier Jugendfreunde Oliver, Andrew, Peter und Steven, den unvollendeten Pub-crawl aus ihrer Jugendzeit in den 1990ern nach 20 Jahren erneut zu versuchen. Die „Goldene Meile“ genannte Kneipentour hat zum Ziel, zwölf Pubs an einem Abend zu besuchen und in jedem ein Glas Bier zu trinken. Als Jugendliche waren sie nach neun Pubs gescheitert und mussten die drei letzten Pubs, das King’s Head, das Hole in the Wall und zuletzt das World’s End, unbesucht lassen.
Garys Freunde, die alle inzwischen ein geregeltes Leben fernab der Heimat führen, lassen sich nur mit Mühe und List überzeugen, zu der Tour in ihre Heimatstadt Newton Haven anzureisen. Mit wenig Begeisterung folgen sie dem taten- und bierdurstigen Gary zu den ersten beiden Pubs. Diese wurden von einer Franchisekette übernommen und sehen charakterlos und gleich aus. Dementsprechend machen auch die anderen Pubgäste einen teilnahmslosen, wenig motivierten Eindruck. Im The Old Familiar treffen sie auf Olivers Schwester Sam, in die Steven schon zu Jugendzeiten verliebt war, die sich aber stattdessen damals mit Gary auf der Behindertentoilette vergnügt hatte und hinterher von ihm wieder fallen gelassen worden war.
Die Stimmung der Gruppe ändert sich, als Gary auf der Toilette eine Schlägerei mit einem Jugendlichen beginnt. Gary schlägt ihm im Gerangel den Kopf ab, und es stellt sich heraus, dass der Jugendliche ein humanoider Roboter ist, der eine blaue Flüssigkeit statt Blut absondert. Als Garys Freunde auftauchen, erscheinen weitere jugendlich aussehende Roboter, die erst nach einem weiteren Kampf zerlegt werden können.
Während nun einige der Gruppe die Stadt so schnell wie möglich verlassen wollen, verfolgt Gary unbeirrt sein Ziel, die Tour zu beenden. Die fünf Freunde und Sam bemerken nun, dass sich in Newton Haven einiges geändert hat: Viele ihnen von früher bekannte Personen wurden offensichtlich durch Roboter ersetzt. Da sie nicht wissen, wer alles zu den Robotern gehört und was deren Ziele sind, beschließen sie, die Kneipentour unauffällig fortzusetzen. Sie wähnen sich im Vorteil, da die Roboter noch nicht wissen können, dass ihre Existenz aufgeflogen ist. Es kommt jedoch trotzdem beständig zu Zwischenfällen, und schließlich wird die Gruppe von den Robotern verfolgt und durch die Stadt gejagt.
Vom alten Basil, der schon damals wegen seiner Alien-Verschwörungstheorien von allen verspottet worden war, erfahren sie, dass die Roboter auf die Erde gekommen sind, um den Menschen ihre Vorstellungen von Zivilisation näher zu bringen, sodass die Menschheit auf ein Zusammentreffen mit den anderen Zivilisationen des Universums vorbereitet wird. Wer hierbei nicht kooperiert, dem wird unauffällig eine DNS-Probe entnommen, und eine daraus erstellte, zum Verwechseln ähnliche Roboter-Kopie nimmt seinen Platz ein.
Schließlich wird zunächst Oliver, später auch Peter durch einen Roboter ersetzt, und Steven und Sam werden von der Gruppe getrennt. Trotzdem schaffen es Gary und Andrew, von den Robotern verfolgt, zum letzten Pub, dem World’s End. Beim Versuch, das letzte Bier zu zapfen, öffnet sich ein Tor zu einem großen Keller. Nachdem sich auch Steven dort einfindet, treffen die drei auf ein Lichtwesen, das sich als Vertreter des „Netzwerks“ vorstellt. Es versucht, sie von der Mission der Roboter zu überzeugen, indem es darlegt, dass es viele Zivilisationen im Universum gebe und dass die Menschheit den rasanten technologischen Fortschritt der letzten Jahrzehnte nur ihnen zu verdanken habe. Es gebe insgesamt 2000 solcher „Einstiegspunkte“ wie Newton Haven überall auf der Erde, wo sie seit Jahren die Menschheit für die Übernahme in die kosmische Gemeinschaft vorbereiten. Gary und seine Freunde argumentieren dagegen, dass sie lieber frei seien, anstatt sich den Vorgaben der anderen Zivilisationen anzupassen. Sie weisen darauf hin, dass das moralische Konzept der Fremden, nur die nicht anpassungswilligen Menschen zu ersetzen, gescheitert sei, da bisher fast alle Menschen in Newton Haven ersetzt werden mussten. Letztendlich zieht sich das Lichtwesen resigniert und verärgert zurück und hinterlässt eine Welle der Vernichtung, die sämtliche elektronischen Einrichtungen auf der Erde zerstört. Gary, Andrew und Steven werden von Sam gerettet, die in letzter Sekunde mit einem Fluchtfahrzeug auftaucht.
Zuletzt leben die Menschen als Bauern in mittelalterlichen, einfachen Verhältnissen. Andy erzählt am Lagerfeuer vom Zusammenbruch der Zivilisation. Die beiden Roboter-Kopien von Oliver und Peter gehen den früheren Beschäftigungen ihrer menschlichen Originale nach. Andere Roboter leben als Sklaven. Steven ist in einer Beziehung mit seiner Jugendliebe Sam. Gary zieht mit einer Gruppe von Robotern, die seinen vier Jugendfreunden nachempfunden sind, durch die Lande.

## Produktion

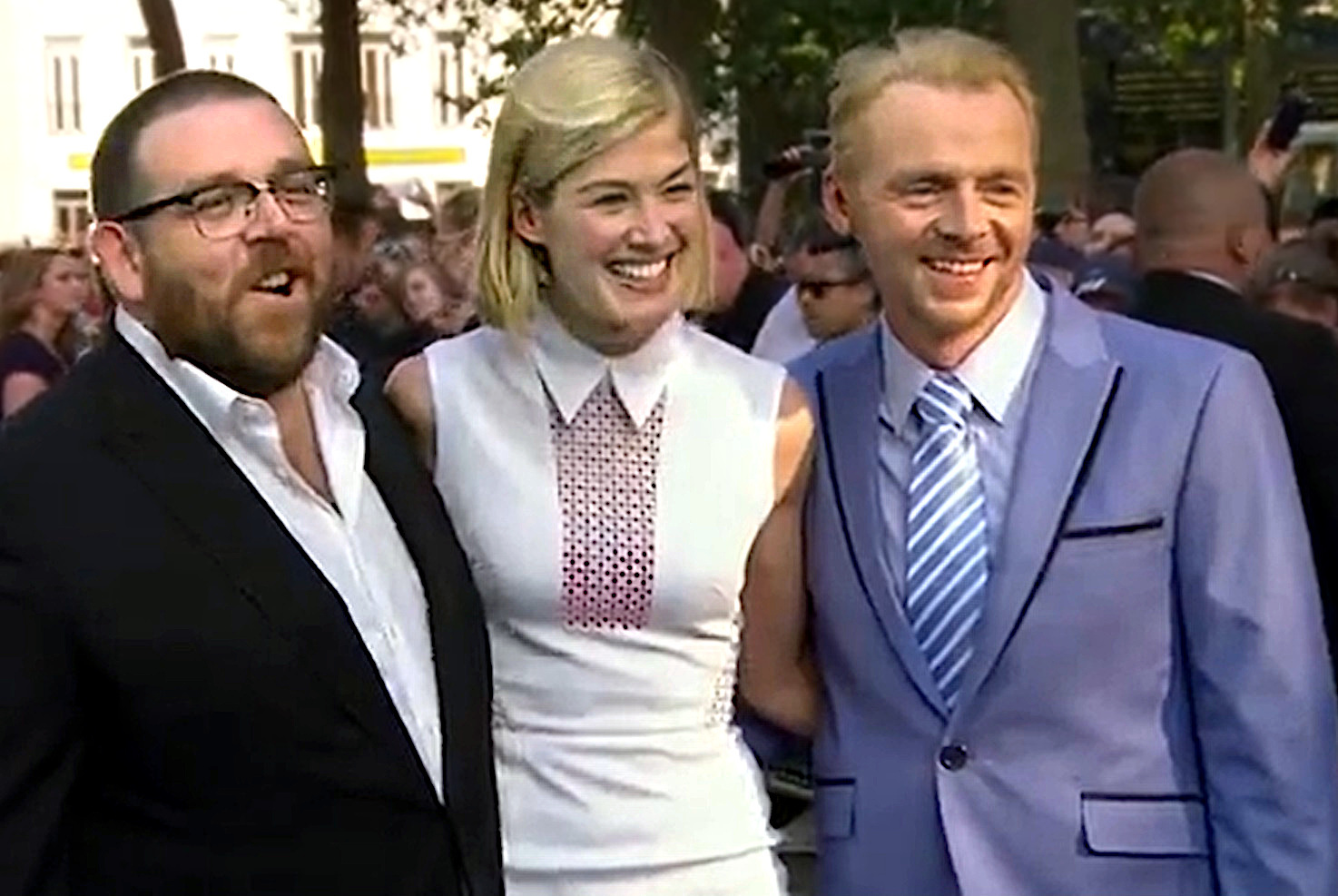
Nick Frost, Rosamund Pike, und Simon Pegg bei der Premiere von The World's End im Jahr 2013

Die Dreharbeiten für den Film fanden zwischen September und Dezember 2012 in den Elstree Studios sowie im Wesentlichen in London und den benachbarten Grafschaften Buckinghamshire und Herefordshire statt. Wie bei den Vorgängerfilmen auch wurde dabei wenig im Studio und viel an real existierenden Örtlichkeiten gedreht. Der Schwerpunkt lag dabei in den beiden Gartenstädten Letchworth und Welwyn Garden City. Hier finden sich auch die Gebäude, die die zwölf Pubs darstellen. Von diesen sind acht tatsächlich Gaststätten, allerdings mit anderen Namen, bei den übrigen handelt es sich um ein Thai-Restaurant, ein Ladengeschäft, ein Kino sowie den Bahnhof Letchworth Garden City. Die Innenaufnahmen fanden teilweise in den entsprechenden Pubs statt. Der Höhenzug, von dem aus sich die fiktive Stadt Newton Haven überblicken lässt, ist der Box Hill in der Grafschaft Surrey.
In Großbritannien hatte der Film am 19. Juli 2013 Premiere. In Deutschland kam der Film am 12. September 2013 und in Österreich am 13. September 2013 in die Kinos.

## Trivia
- Der Filmtitel The World’s End leitet sich einerseits vom Namen des letzten der 12 Pubs ab, in dem auch der Showdown stattfindet. Andererseits deutet er, wie seine deutsche Übersetzung Das Ende der Welt zeigt, auf den Zusammenbruch der bisherigen Welt und den Rückfall in einfache Lebensverhältnisse hin, wie sie am Ende des Films eintreten.
- Die Namen der Pubs sind zwar, wie auch die Stadt selbst, frei erfunden, entsprechen aber den in England üblichen Gebräuchen. Gleiches gilt für die Namenstafeln. Die Namen im Film stehen gleichzeitig für bestimmte Aspekte der Handlung. So beginnt der Pub-crawl im First Post und endet im World’s End, im Cross Hands kommt es zur ersten handfesten Auseinandersetzung mit den Robotern, im Mermaid versuchen drei junge Frauen, nach Art einer Meerjungfrau die Protagonisten zu verführen.
- Das motivische Cornetto-Eis ist hier die Verpackung eines „grünen“ Mint-choc-chip-Cornetto. Kurz vor Ende des Films sinniert Andy über Lebensmittel, die er trotz des Zusammenbruchs der Zivilisation nicht vermisst, und es flattert ein Fetzen der Eisverpackung an ihm vorbei.
- Gary Kings Wagen, den er 1989 Peter abgekauft hat, ist ein schwarzer Ford Granada Ghia.
- Die Lieblingsband von Gary King ist The Sisters of Mercy. Das Aussehen des Protagonisten ist an das des Frontmans Andrew Eldritch angelehnt, zusätzlich ist das Lied This Corrosion mehrmals im Film zu hören. Das Amulett, das Gary um den Hals trägt, ist ein Horusauge, das von The Sisters of Mercy auf einem Plattencover verwendet wurde.
- Der am Ende des Vorspanns und am Anfang des Hauptteils aus dem Off vorgetragene Monolog stammt aus dem Film Die wilden Engel von 1966. Die Stimme ist die von Peter Fonda, der auf eine von einem Priester während einer Beerdigung gestellte Frage antwortet. Das Lichtwesen erhält von Gary auf die gleiche Frage die gleiche Antwort.
- In Newton Haven sind auf den Parkplätzen fast ausschließlich Automobile vom Typ Vauxhall Ampera zu sehen. Das gleiche Modell wird auf der Anfahrt auf zwei Plakaten am Bahnhof von High Wycombe sowie auf dem besuchten Autobahnrastplatz beworben. Dies lässt sich als Sinnbild für die gestiegene Konformität in der Stadt verstehen. Der Ampera, als Hybridelektrokraftfahrzeug zumindest teilweise mit Strom angetrieben, verweist auf die Roboter als neue Bewohner der Stadt, die ebenfalls auf elektrischer Basis funktionieren.[10]

## Kritik
Der Film erhielt überwiegend positive Kritiken. So sieht Andreas Staben von Filmstarts.de einen „höchst originellen und amüsanten Film über Freundschaft im Ausnahmezustand – und er ist durch und durch englisch.“ Dabei ist er „vielleicht nicht ganz so brüllend komisch und temporeich wie ‚Hot Fuzz‘, aber auch er strotzt nur so vor cleveren Anspielungen, verspielten Einzelheiten und witzigen Einfällen.“
Auf critic.de thematisiert Carsten Moll die Komplexität des Filmes, der sich „dumpfe Moralisierung verkneift“. Seine ambivalenten Antihelden versuchen, sich „zwischen dem totalitären Geniewahn außerirdischer Wesen und einer von Austauschbarkeit bestimmten Franchise-Kultur […] zu behaupten und für Menschlichkeit einzutreten.“
Am Eröffnungswochenende in Großbritannien schaffte es der Film auf Platz zwei hinter Die Monster Uni mit einem Einspielergebnis von 2.123.576 GBP. Die Wochenendeinnahmen waren höher als die von Shaun of the Dead (1,6 Millionen GBP), jedoch niedriger als von Hot Fuzz – Zwei abgewichste Profis (5,4 Millionen GBP).